# 카트리나 크룸파네
카트리나 크룸파네(본 이름은 Katrīna Krumpāne, 1980년~)는 오페라 소프라노이자 오페라 교수로 활동 중이다.

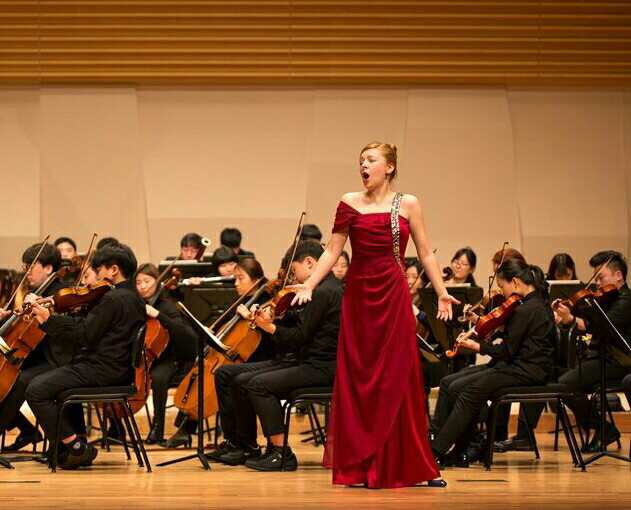
성남아트센터(대한민국) 공연장에서의 카트리나 크룸파네(2017)

## 생애
카트리나 크룸파네는 1980년 4월 1일 라트비아의 크라슬라바(Krāslava)에서 태어났으며, 어릴 적부터 자신에게 오페라에 대한 열정이 있음을 알아챘고, 부모님으로부터 긍정적인 반응과 지지를 얻어 소프라노의 삶을 시작하게 되었다. 14세에 라트비아의 리가에서 개체된 국내 청소년 대회인 <Nova Nomine>에서 우승하기도 하였으며, 이를 통해 카트리나는 소프라노의 삶을 걷기로 결정하고, 본격적으로 음악 공부를 시작하게 되었다.
그 후 카트리나는 모국의 다우가브필스 음악 대학교(Daugavpils Mūzikas koledža)에서 성악과 피아노, 플롯을 전공하였고, 1998년 벨라루스에서 개체된 국제 보컬 대회인 “Alexandrovsky”에서 우승을 차지하였다.
2004년 Komische Oper에서 Tom Johnson의 <The Four Note Opera>로 데뷔하여 그 이후 지금까지 독일, 스위스, 대한민국을 비롯한 수 많은 나라에서 활동하고 있다.

## 학력
2010년 Berlin University of the Arts에서 성악으로 우수한 성적을 거두며 졸업하였고, 이후 같은 대학교에서 학업을 이어가던 중 조교수로 임명 받아 경력을 쌓으며 2013년에 석사학위를 취득하였다.

## 활동
전 세계적인 오페라와 극장에서 다음의 다양한 작품으로 활동하였다.
Die Fledermaus의 Adele역, The Marriage of Figaro의 Susanna역, Der Freischütz의 Ännchen 역, La bohème의 Musette역, L'elisir d'amore의 Adina역, Rigoletto의 Gilda역, Don Giovanni의 Zerlina역, Les noces 의 Bride역, L'occasione fa il ladro의 Berenice역, Frau Luna [de]의 Marie역, Die lustige Witwe의  Valencienne역을 맡아 공연하였다.

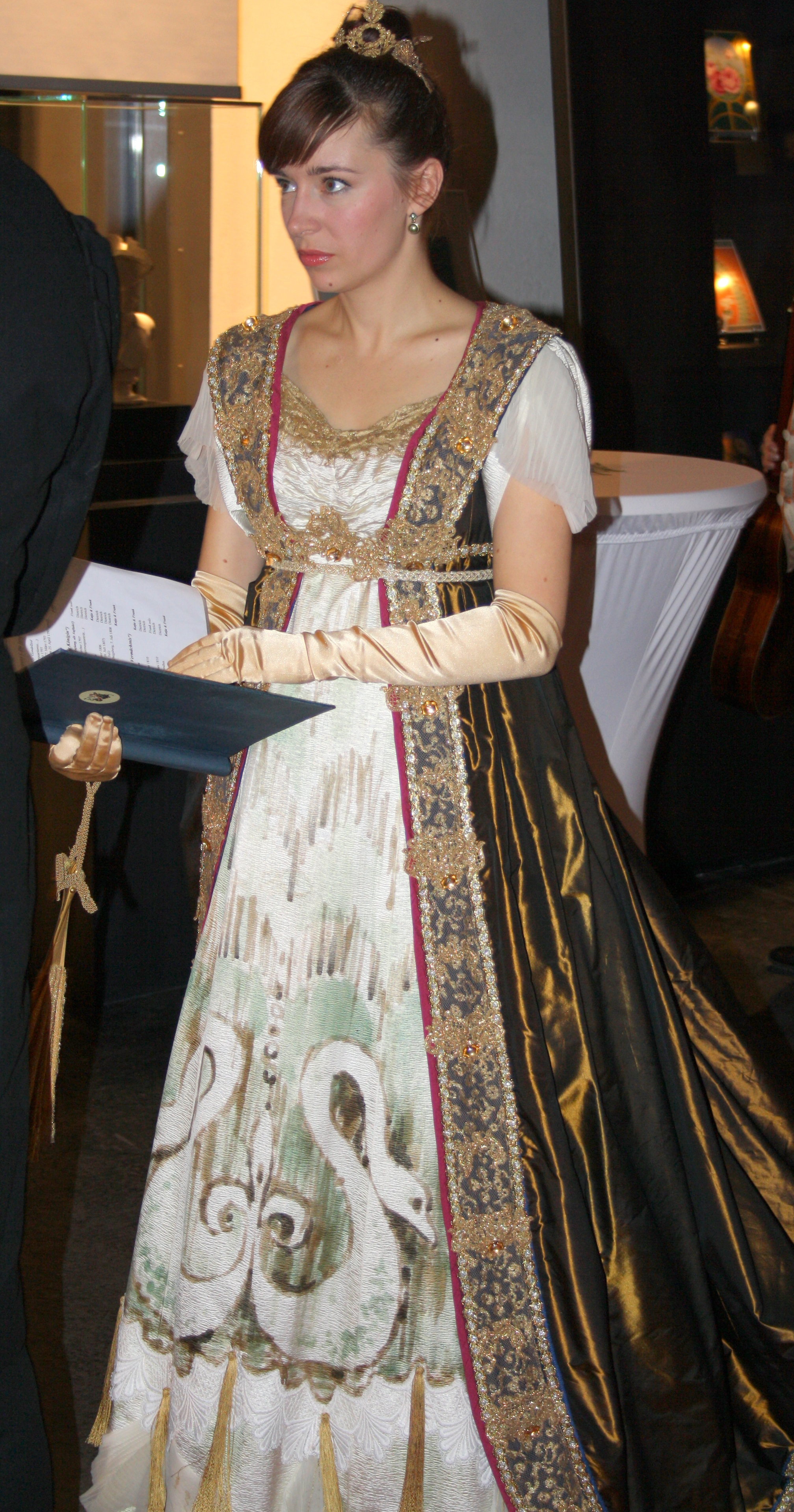
루이즈 여왕 역의 카트리나 크룸파네(2010)

2011년에는 Gaspare Spontini의 작품인 <Lalla-Roukh>로 Deutsche Oper Berlin에서 첫 CD를 녹음하였고, 이어 Ermanno Wolf-Ferrari의 <Cinderella>에서 Hartwige의 역을 맡아 Berlin State Oper 데뷔하였다.
2017년엔 세종 문화 회관에서 오페라 <사랑의 묘약>의 아디나 역으로 공연을 성공적으로 마친 바 있다.
2012년부터는 라트비아와 독일이 개최하는 성악 대회인 <Baltic young Singer competition>의 주 배심원으로 임명받아 활동해오고 있으며, 그 후 2013년 베를린에서 석사 학위를 취득한 후 대한민국의 성신 여자 대학교에서 제의를 받아 마스터클래스를 지도하였고, 우수한 결과를 거두어 초빙교수를 제의 받아 2014년부터 현재까지 성신 여자 대학교에서 초빙교수로 활동하고 있으며, 이 뿐만 아니라 2015년부터 추계예술대학교에서, 2016년부턴 연세대학교에서도 마스터클래스를 지도해오고 있다.